# Congregació del Santíssim Redemptor
La Congregació del Santíssim Redemptor (en llatí, Congregatio Sanctissimi Redemptoris), coneguda com a congregació dels Missioners Redemptoristes és un institut religiós masculí de dret pontifici, concretament una congregació clerical. Va ser fundada per Sant Alfons Maria de Liguori a Scala (Itàlia) el 1732. Els seus membres fan servir les sigles C.Ss.R.. Va néixer com a Congregació del Santíssim Salvador, adoptant el nom actual en 1749.
Es dedica fonamentalment a fer missions populars, a l'evangelització de les classes populars desfavorides i marginals, i a l'assistència a aquestes persones sense recursos. Avui, l'orde està estès per setanta països dels cinc continents, amb uns cinc mil membres (sacerdots, germans o estudiants).
A Roma, seu de la casa general de l'orde, els redemptoristes tenen un institut de teologia moral, l'Alfonsianum, que és la principal escola mundial en la matèria des de la seva fundació en 1949. Des de 1960, forma part de la Facultat de Teologia de la Pontifícia Universitat Lateranense. A Madrid, els redemptoristes van fundar el 1971, l'Instituto Superior de Ciencias Morales, incorporat a la Facultad de Teología de la Universidad Pontificia de Comillas (Madrid).